# Desmometopa flavicornis
Desmometopa flavicornis är en tvåvingeart som beskrevs av Brake och Amnon Freidberg 2003. Desmometopa flavicornis ingår i släktet Desmometopa och familjen sprickflugor.
Artens utbredningsområde är Nigeria. Inga underarter finns listade i Catalogue of Life.